# Kuma-Manytj-sänkan

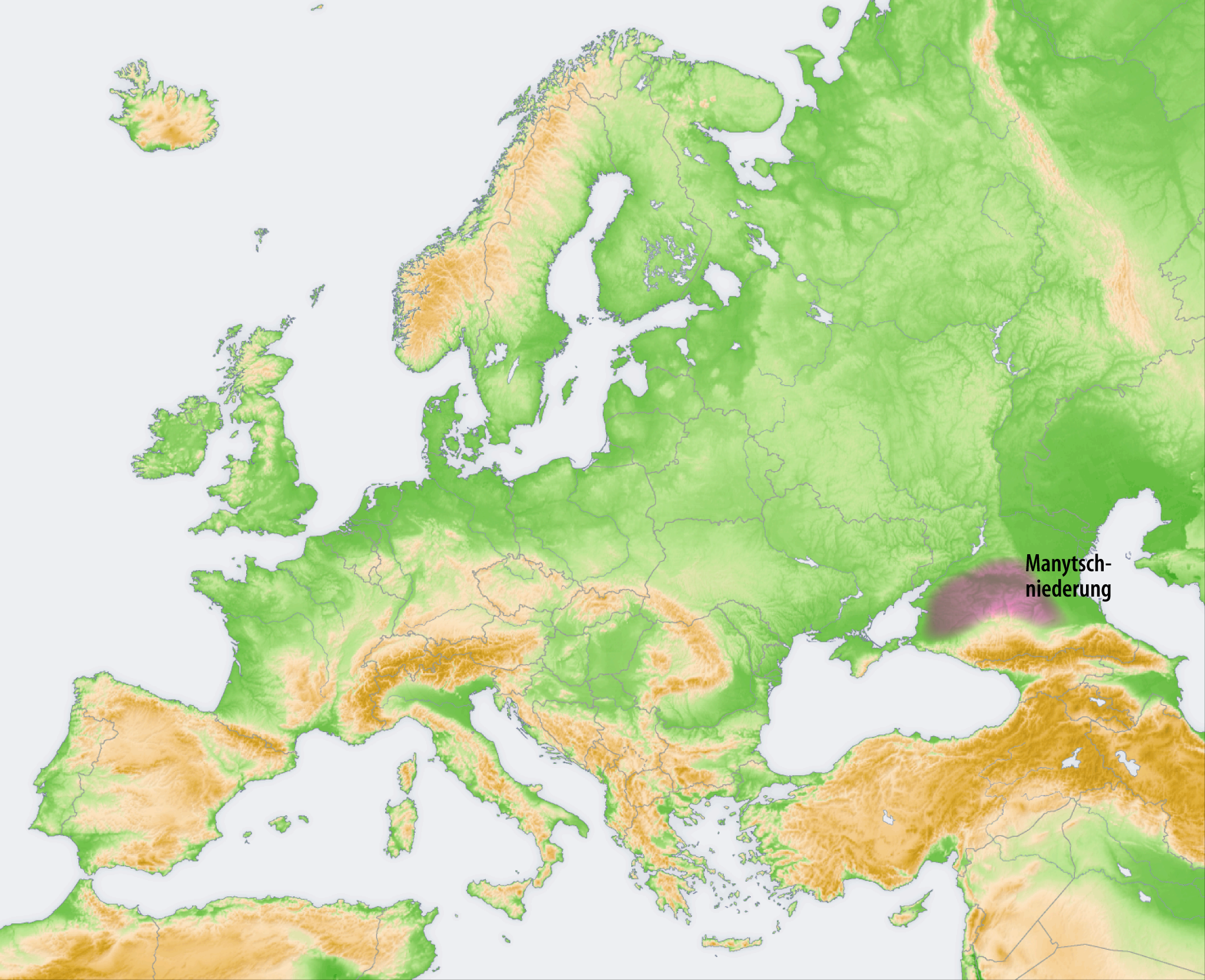
Det gråa området är sänkan

Kuma-Manytj-sänkan (ryska: Кумо-Манычская впадина, Kumo-Manytjskaja vpadina) är en sänka i sydvästra Ryssland som skiljer den ryska stäppen i norr från Kaukasus utlöpare i söder. 
Området är uppkallat efter floderna Kuma och Manytj som bildas under våren, varav den ena flyter åt väster mot floden Don och den andra åt öster och uppgår i träsk- och saltvattensjöar. Sänkans högsta punkt ligger endast 25 m. ö. h.
Sänkan anses stundom som den naturliga gränsen mellan Europa och Asien.